# Alvermanneke

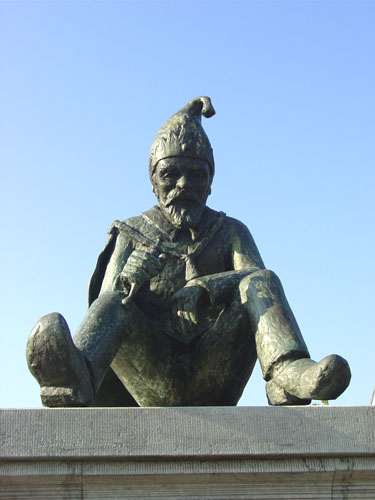
Kabouterkoning Kyrië in Hoogeloon, Nederland

Alvermannekes, alvermannetjes of aardmannetjes (Limburgs: auvermennekes of oavermännekes) zijn of waren in bepaalde streken figuren uit het volksgeloof. Volgens diverse overleveringen betreft het een goedaardig kabouter- of elfenvolk, dat 's nachts (in de Westhoek ook overdag) arme mensen, met name boeren, kwam helpen met hun dagelijks werk. Het eerste deel van de naam is afgeleid van alf (zie ook elf).

## Overlevering
Vroeger werden op het platteland bij kaarslicht of olielamp vaak verhalen verteld over spoken, heksen, dwergen en ook over alvermannetjes.
Volgens de overlevering maakten alvermannekes vaak het werk af dat mensen overdag niet af hadden gekregen. Wanneer het donker was kwamen de alvermannekes uit de berg (soms een grafheuvel) gekropen, waarin ze zich overdag verstopt hielden. Ze maakten dan stilletjes het huis schoon, wasten de kleren, schilderden de muren, molken de koeien, schoren de schapen of haalden de oogst binnen. Hiervoor moesten ze door die mensen wel worden voorzien van eten en in sommige gevallen kleding (in de Westhoek nam de alverman/vrouw de gift van kleren als een belediging op, aangezien dit zou betekenen dat ze deze zelf niet konden maken).
Alvermannekes wilden om een onbekende reden niet dat ze door iemand werden begluurd tijdens hun werk. Wie dat toch deed en daarbij werd betrapt, werd "het licht uitgeblazen" (werd blind), of werd meegenomen naar hun berg. Dat laatste overkwam volgens die overleveringen altijd jonge en mooie vrouwen. Die werden dan na veel gedoe en drukte levend ergens in een duister gat teruggevonden, maar de alvermannekes waren verdwenen.

## Duiding
Ton Lemaire schrijft in zijn werk "Filosofie van een landschap" dat alle plaatsen buiten de oude bewoonde centra, waar volksverhalen alvermannetjes situeren, plaatsen zijn waar mogelijk prehistorische begraafplaatsen te vinden zijn.
Lemaire maakt een onderscheid tussen huiskabouters, zoals ze hierboven zijn beschreven en alvermannetjes die ver van de bewoonde wereld woonden.
- De eerste groep is verwant aan de Romeinse lares: kuba-walda, wat zoveel als huisbewaarder betekent.
- De tweede groep kleine mannetjes zouden een archetype zijn voor de ziel.

In veel verhalen wordt melding gemaakt dat de alvermannetjes wegtrekken; soms kunnen ze het rumoer van de stad niet verdragen, soms storen ze zich aan de luidende klokken en soms vinden ze de mensen gewoon te onbeschoft.

## Lokale voorbeelden
- In Maastricht heten deze wezens evermenkes, in Voeren auwelkes en op de Blieberg (Plombières) oavermensjere.
- In Stolberg bij Aken kwamen deze mannetjes ook voor, maar daar werden ze Quärresmännche. Quärres is afgeleid van het oud-Duitse woord Querge, dat staat voor dwerg.
- Bij Sittard was vroeger, op de plek waar nu de wijk Limbrichterveld ligt, de Auveleberg, vermoedelijk een restant van een Romeinse grafheuvel. Volgens een legende zouden in deze heuvel in ondergrondse gangen aardmannetjes leven.
- Volgens een legende over auvelmannetjes in Geulle, leefden deze in de Blomberg bij Moorveld. Zij maakten 's nachts de ketels en pannen van de mensen van Geulle blinkend schoon. Toen op een keer het angelusklokje van de kerk in Geulle begon te luiden, stortte het voorste deel van de Blomberg in. Hierbij is een beek ontstaan die de Heiligebeek werd genoemd. Toen zijn de auvelmannetjes uit de Blomberg naar België gevlucht en ze zijn nooit meer in Geulle teruggezien.
- Bij Valkenburg, onder aan de Schaelsberg, in de buurt van de pachthoeve Euverem, bevindt zich een verlaten mergelgroeve met een kalkoven, met de naam Auvermansboschke.
- In Zutendaal verscholen zij zich in de Hesselsberg in hun Alvermannekeskuil.
- Het Vrijbos in West-Vlaanderen zou een woonplaats zijn van het Alvervolk.
- In Friesland en Groningen worden aardmannetjes wel in verband gebracht met soldaatjes of ruitertjes. Bezitters van een toverboek kunnen aardmannetjes uit een haardkuil of asgat tevoorschijn laten komen. T.R. Dijkstra beschreef de ierdmantsjes als kleine kereltjes met rode kieltjes, groene broekjes, grijze kousen en schoenen met zilveren gespen.
- In Lubbeek zijn er volksverhalen terug te vinden over h(alver)mannekes die het werk kwamen voortzetten tijdens de nacht.
- In Craubeek draagt een groeve de naam Auvermennekesloak, het aardmannetjesgat.

## In andere media
- Johan en de Alverman is een Vlaamse jeugdtelevisieserie uit 1965/1966 waarin een Alverman centraal staat. Een chirurgijn, genaamd Johan Claeszoons, ontmoet een Alverman in een bos. De Alverman is door koning Alberik uit de wereld Avalon is verbannen naar de mensenwereld als straf voor zijn nieuwsgierigheid en mag pas terug naar zijn volk als hij iets kan meebrengen dat van nut kan zijn voor het hele volk van Avalon. Er is ook een tweedelig boek uitgekomen over de serie.
- Kabouter Paltz En De Alvermannen[2] is een jeugdboek, geschreven door Herman Van Veen. Het gaat over Boskabouter Paltz, die met zijn fluit schitterende regendruppels toveren, zodat de planten niet verdorren. Maar hij krijgt problemen met Alvermankabouters, die alles wat glimt stelen, dus ook ogen en regendruppels.
- De Alf die de Wereld zag[3] is een Nederlands jeugdboek uit 2022 dat over een Alvervrouwtje gaat dat plots haar huis verliest. Ze gaat op reis door de rest van de wereld om een geschikt thuis te vinden.
- In Afferden, Limburg, ligt een sportpark genaamd 'De Alverman'.